# Weiherhaus (Nürnberg)
Weiherhaus  (fränkisch: Waiahaus) ist ein Gemeindeteil der kreisfreien Stadt Nürnberg in Mittelfranken und Teil des statistischen Bezirks 49 (Kornburg, Worzeldorf).

## Lage
Weiherhaus bildet mit Herpersdorf im Osten eine geschlossene Siedlung. Vom nördlich gelegenen Pillenreuth ist diese nur durch den Eichenwaldgraben getrennt, und vom südlich gelegenen Gaulnhofen ist diese nur durch den Gaulnhofener Graben, einem linken Zufluss des Eichenwaldgrabens, getrennt. Der gesamte Siedlungskomplex liegt am Südrand des Lorenzer Reichswaldes. Im Westen verläuft der Main-Donau-Kanal. Der Marthweg verbindet Schwabach und Katzwang mit Falkenheim und der Nürnberger Gartenstadt am Südfriedhof; er führt direkt zur Anschlussstelle Nürnberg-Königshof der Südwesttangente und geht nach dieser Anschlussstelle in die Saarbrückener Straße über.

## Geschichte

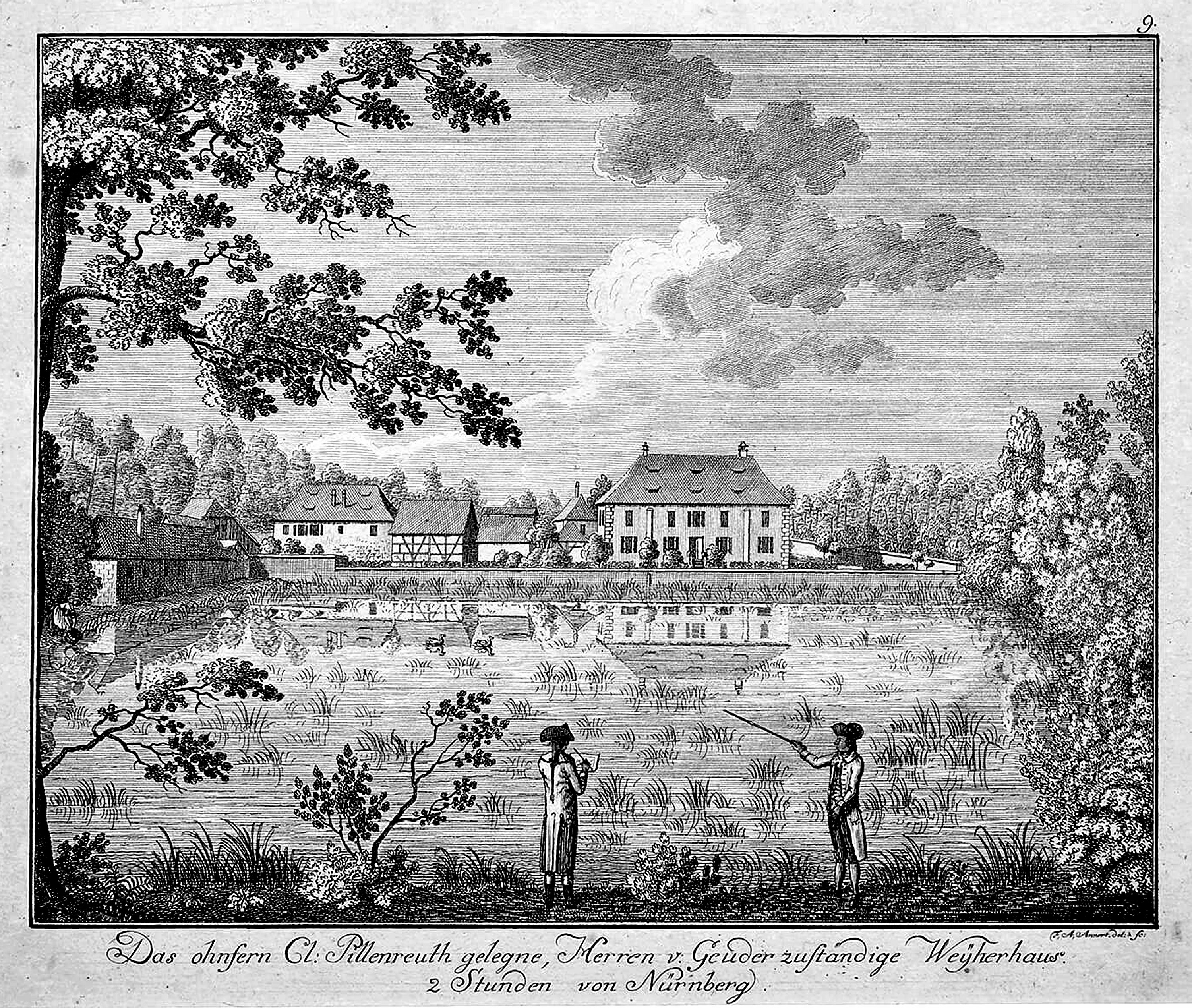
Schloss Weiherhaus, ca. 1790

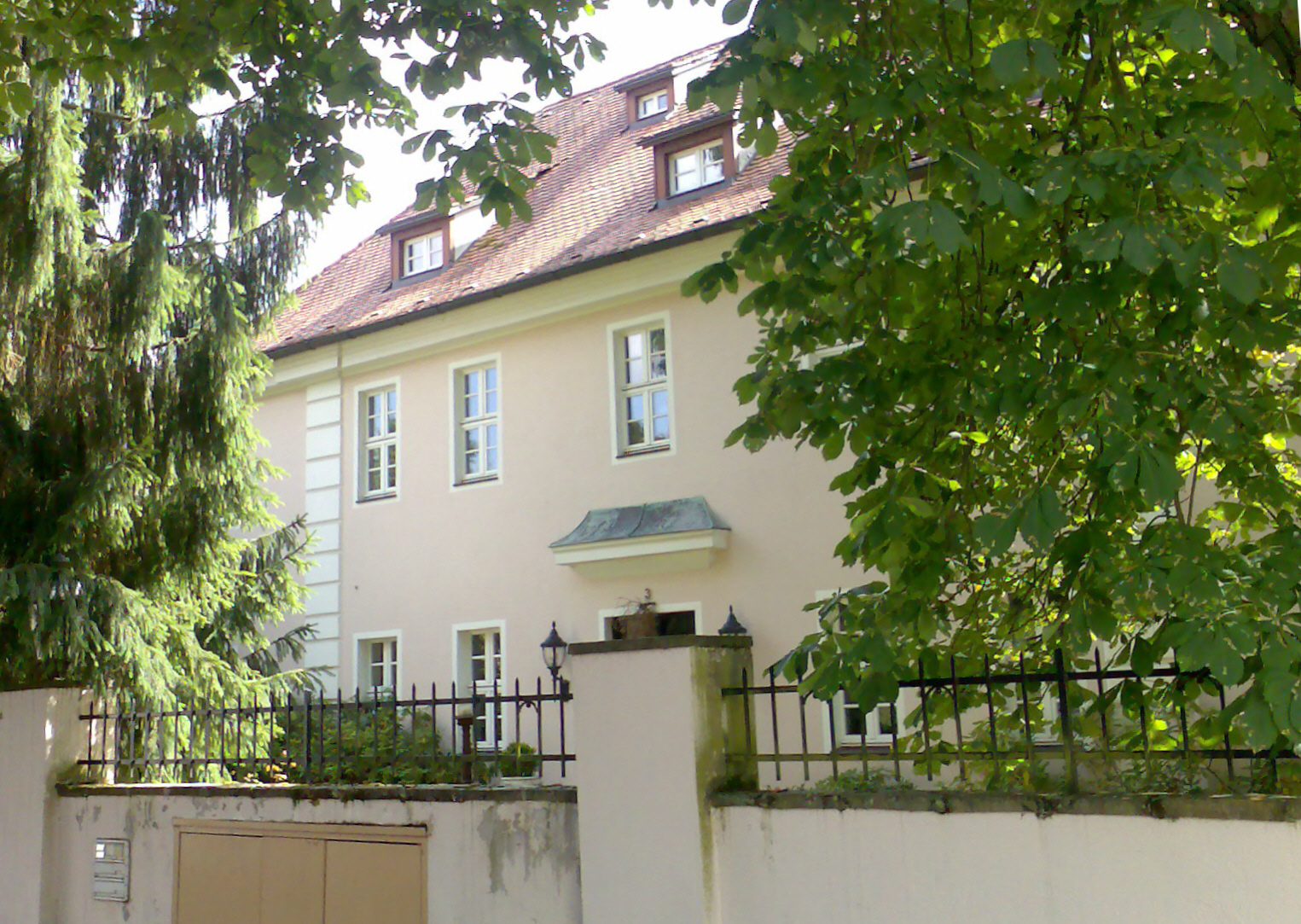
Schloss Weiherhaus

Die ältesten Aufzeichnungen zu Weiherhaus stammen aus dem Jahre 1339. Der Ort bestand ursprünglich aus zwei Weiherhäusern der Familie Fischbecken von Fischbach. Die Fischbecken beschützten die für eine umfangreiche Fischzucht angelegten Weiher. 1354 verkauften sie diesen Besitz an die Stadt Nürnberg, die auf dem Amtshaus Amtsleute und ab 1476 Pächter wohnen ließ. 1518 verkaufte der Rat der Stadt den „Hof zum Weyerhaus“ samt den alten, reichslehnbaren Weihern und den erst später angelegten stadteigenen Weihern an Hans Behaim den Jüngeren, den Sohn des Nürnberger Stadtbaumeisters Hans Beheim der Ältere. Unter dessen Söhnen wurde der Sitz im Zweiten Markgrafenkrieg am 15. Mai 1552 „verprennt und verwüst“. Der wiederaufgebaute Sitz kam an die Erben, darunter die Kaufmannsfamilie Gwandschneider. Nach deren Konkurs 1609 erwarb ein Schwiegersohn, Georg Pfinzing von Henfenfeld, den Besitz, der aber 1619 ebenfalls bankrottging. Andere Mitglieder der Familie Pfinzing erwarben das Weihergut und hielten den Teichbetrieb auch während des Dreißigjährigen Krieges aufrecht. Ab 1696 wurde das heutige Herrenhaus erbaut, das im Erdgeschoss eine Wohnung für den Fischer enthielt. 1714 fiel das Gut durch Heirat an Karl Benedikt Geuder von Heroldsberg (1670–1744), Vorderster Losunger und Reichsschultheiß. Unter ihm erfolgte 1728 der Umbau des massiven Kellerhauses zu einem Sommerhaus mit einem Obergeschoss aus Fachwerk. Die Geuder verkauften 1795 den Gutskomplex um 19.200 Gulden an Karl Wilhelm von Welser, Nürnberger Stadtbaumeister. Damals umfasste er neben dem massiven Schlossgebäude auch ein Gartenhaus, Stallungen, einen Stadel und je ein Voit-, Tagelöhner- und Fischerhaus. Die Weiher waren zu diesem Zeitpunkt bereits großenteils trockengelegt und in Wiesen oder Wälder umgewandelt. Der Besitz wurde um 1812 an die Gebrüder Carl und Paul Christoph Oelhafen von Schöllenbach veräußert. Diese zerschlugen das Gut, verkauften die Gebäude einzeln an Bürgerliche und behielten nur das Herrenhaus in ihrer Hand, das aber 1830 an Sophie Maria Christina Scheurl von Defersdorf verkauft wurde, die es 1854 an Bürgerliche veräußerte. Nach mehreren Besitzerwechseln folgte 1875 Lothar von Faber, dessen Familie bis 1952 Eigentümer blieb. Das zuletzt 1986 von der Familie Matzdorf renovierte Herrenhaus besitzt noch Stuckdecken des 18. Jahrhunderts.
Gegen Ende des 18. Jahrhunderts bestand Weiherhaus aus einem Fischhäuslein und einem Schloss mit Gärtnerhaus. Das Hochgericht übte das brandenburg-ansbachische Richteramt Kornburg aus. Die Nürnberger Patrizierfamilie von Geuder war Grundherr der Anwesen.
Von 1797 bis 1808 unterstand Weiherhaus dem Justiz- und Kammeramt Schwabach. 1806 kam der Ort an das Königreich Bayern. Im Rahmen des Gemeindeedikts wurde 1808 Weiherhaus dem Steuerdistrikt Worzeldorf und der 1818 gebildeten Ruralgemeinde Worzeldorf zugeordnet. Am 1. Juli 1972 wurde Weiherhaus im Zuge der Gebietsreform in Bayern nach Nürnberg eingemeindet.

### Baudenkmäler
In Weiherhaus gibt es drei Baudenkmäler:
- An den Weihern 3: Ehemaliger Herrensitz
- An den Weihern 29 / 31: Ehemalige Holzschuher’sche Scheune
- Schwedenkreuz

### Einwohnerentwicklung
| Jahr      | 1818   | 1840   | 1861   | 1871   | 1885   | 1900   | 1925   | 1950   | 1961   | 1970   | 1987  |
| Einwohner | *43    | 40     | 36     | 57     | 60     | 49     | 55     | 259    | 338    | 770    | †4114 |
| Häuser    | *6     | 5      |        |        | 8      | 9      | 10     | 38     | 70     |        | †1170 |
| Quelle    | [ 14 ] | [ 15 ] | [ 16 ] | [ 17 ] | [ 18 ] | [ 19 ] | [ 20 ] | [ 21 ] | [ 22 ] | [ 23 ] | [ 1 ] |

## Religion
Weiherhaus ist seit der Reformation evangelisch-lutherisch geprägt und war ursprünglich nach Katzwang gepfarrt, seit den 1970er Jahren ist die Pfarrei Worzeldorf zuständig. Die Katholiken sind nach Corpus Christi (Weiherhaus) gepfarrt.